# Manuel José Veloso Soares
Manuel José Veloso Soares foi um deputado do Brasil Império que participou da Assembléia Geral Constituinte de 1823. Foi eleito pela província de Minas Gerais, representando a Comarca do Serro Frio. Foi Bacharel em Cânones, elegendo-se também como deputado à 1.ª Junta Eleitoral de Minas Gerais (1821) e às Cortes Portuguesas. Nasceu no município do Serro, então Vila do Príncipe.